# Institut auf dem Rosenberg
Institut auf dem Rosenberg (nome registrato: Institut auf dem Rosenberg – The Artisans of Education, spesso indicato come Rosenberg) è un collegio privato internazionale con sede a San Gallo, Svizzera. Fondato nel 1889, è una delle più antiche e importanti scuole internazionali per studenti dai 6 ai 19 anni in Svizzera. La scuola si trova molto vicina al lago di Costanza  da un lato e alle montagne dell’Alpstein dall’altro. La scuola è di proprietà della famiglia Gademann e gestita dalla stessa.

## Storia

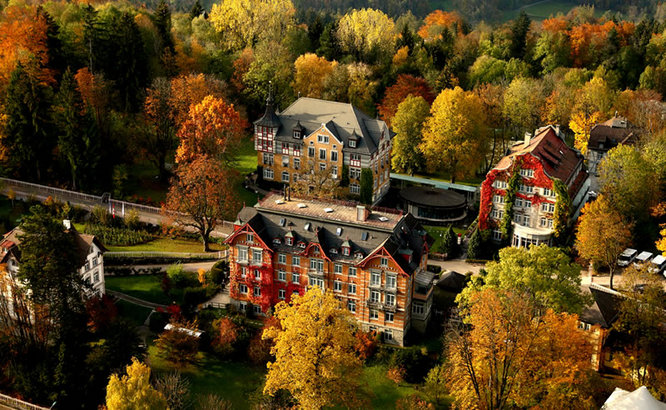
Vista aerea del campus

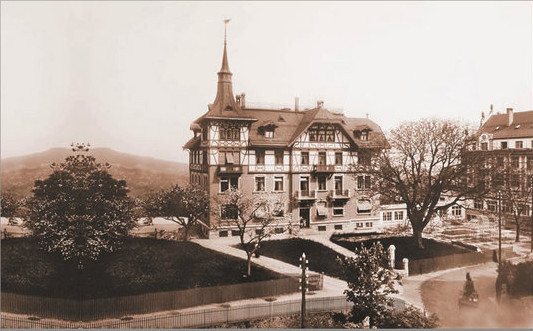
L'edificio principale dell'Institut auf dem Rosenberg nel 1902

L’Institut auf dem Rosenberg fu fondato nel 1889 da Ulrich Schmidt e originariamente portava il nome del fondatore, Institut Dr. Schmidt. Con la scomparsa del fondatore della scuola nel 1924, la scuola fu rinominata e acquistata dalla famiglia Gademann nel 1944. La famiglia Gademann è oggi proprietaria della scuola per la quarta generazione consecutiva. Il motto della scuola, "imparare a vivere è lo scopo di ogni educazione" (citazione dell’educatore svizzero Johann Heinrich Pestalozzi), è alla base della filosofia educativa della scuola.

## Alunni notevoli
Tra gli alunni dell'Istituto vi sono amministratori delegati, politici, scienziati, designer e membri delle famiglie reali internazionali e delle dinastie imperiali. La scuola segue una rigorosa politica di privacy e non conferma né nega alcun nome di studenti attuali o ex studenti, ad eccezione di Mario J. Molina, il premio Nobel per la chimica.

## Riconoscimento
La scuola è stata riconosciuta nel 2019 dalla rivista Corporate Vision Magazine come il "Collegio Internazionale più prestigioso”. La scuola è membro della Swiss Federation of Private Schools (SFPS) e del Swiss Group of International Schools (SGIS).